# Pisidium punctiferum
Pisidium punctiferum är en musselart som först beskrevs av Guppy 1867.  Pisidium punctiferum ingår i släktet Pisidium och familjen ärtmusslor. Inga underarter finns listade i Catalogue of Life.